# Villa Rosario (Caldes de Malavella)
La Villa Rosario o Torre dels Alemanys és un edifici situat a la Rambla d'en Rufí, just al final del nucli urbà de Caldes de Malavella (Selva), que forma part de l'Inventari del Patrimoni Arquitectònic de Catalunya.

## Història
La rambla d'en Rufí pren el nom d'una masia propietat de Felicià Rufí, que urbanitzà la zona cap als anys 1920 per a l'estiueig de les classes benestants, atretes per les aigües medicinals. La torre fou un encàrrec del comerciant alemany Otto Streitberger al mestre d'obres de Caldes Ramon Vinyals i Guitart (1914-1915). El propietari volia apaivagar la nostàlgia de la seva muller Rosario Pequeño, originària de Cadis; d'aquí l'estil neoàrab de l'edifici.
Entre el 1927 i el 1928, Joan Vinyals i Solà, fill de l'anterior, hi afegí un pis i la torre, rematada per una cúpula, desapareguda durant la Guerra Civil.

## Descripció
És de planta rectangular, i està compost de baixos i un pis. Té la teulada a quatre vessants, sostinguda per bigues de fusta que sobresurten i formen el ràfec, en el qual hi ha rajola vidriada. Sobresurt una torre a la part posterior de l'edifici, al costat dret. Al costat esquerre hi ha una terrassa a l'altura del pis.
La façana principal té la porta d'entrada central, en arc àrab fistonat, sostingut per columnes amb capitells àrabs. Al seu damunt, dues franges horitzontals de ceràmica l'emmarquen. La porta d'entrada està flanquejada per finestres en arc àrab fistonat, dues d'aparellades i separades per columnes i capitell àrab, i una al costat d'aquestes, de manera que hi ha tres finestres al costat de la porta d'entrada. Les finestres aparellades i les individuals, tenen una franja horitzontal de ceràmica.
Al pis, construït posteriorment, tres finestres centrals separades per columnetes, en arc àrab i dues de laterals, també en arc àrab. Als carcanyols decoració d'arabescs. A la part posterior, i coincidint amb l'altura del pis, una terrassa, al costat esquerre. A les façanes laterals, les obertures presenten la mateixa estructura i decoracions que la planta baixa (amb arcs fistonats) i el pis de la façana principal. A la torre enmerletada, l'últim pis també té arcs de ferradura sense fistons, i decoracions de mosaics als carcanyols.